# Fire, Baby I'm on Fire
«Fire, Baby I'm on Fire» es una canción del cantautor canadiense Andy Kim. Fue lanzada en octubre de 1974 como el segundo y último sencillo de su álbum homónimo.

## Antecedentes
El cantante canadiense, que registró varios éxitos entre 1968 y 1971, no había tenido un sencillo entre los 100 primeros desde septiembre de 1971 y había estado sin sello discográfico desde principios de 1973. Sin embargo, dijo en una entrevista de 1974: “Nunca admití mentalmente la derrota a pesar de estar tres años fuera de las listas”. Entonces, decidió formar su propio sello, Ice Records, y financió personalmente sesiones de grabación que produjeron el éxito «Rock Me Gently». Podía permitirse el lujo de grabar sólo dos caras, y al decidir que la segunda cara era lo suficientemente buena como para ser una lado A, puso una versión instrumental de «Rock Me Gently» en su lado B. Kim tocó la pista completa de «Rock Me Gently» para Stu Yahm, un ex promotor de Steed que ahora trabajaba para Capitol, y él se la llevó a los ejecutivos del sello Al Coury y Bruce Wendell. Con el éxito de «Rock Me Gently», Kim pudo financiar sesiones para su álbum en Sound Labs, un estudio ubicado en Hollywood, California.

## Recepción de la crítica
Un escritor no especificado de la revista Cash Box la consideró “pieza contagiosamente rítmica”, y elogió “la instrumentación sólida” que “le da a la dulce voz de Andy el telón de fondo adecuado”.

## Rendimiento comercial
En Canadá, «Fire, Baby I'm on Fire» debutó en el número 46 de la lista RPM Pop Music Playlist durante la semana que terminó el 9 de noviembre de 1974, donde se desempeñó como el segundo debut más alto de la edición. En su sexta semana en la lista, «Fire, Baby I'm on Fire» alcanzó la primera posición que anteriormente ocupaba «When Will I See You Again» de The Three Degrees. «Fire, Baby I'm on Fire» salió de la lista Pop Music Playlist el 11 de enero de 1975 en la posición número 32; en total, pasó nueve semanas consecutivas entre los rankings de la lista. En la lista de sencillos de todos los géneros, «Fire, Baby I'm on Fire» alcanzó el puesto número 15 el 14 de diciembre de 1974.
Fuera del país natal de Kim, el sencillo tuvo un éxito comercial menor. En Estados Unidos, «Fire, Baby I'm on Fire» debutó en el puesto número 87 en la lista de sencillos de todos los géneros durante la semana que terminó el 26 de octubre de 1974, donde se desempeñó como el tercer debut más alto de la edición. Después de escalar de manera constante la lista durante seis semanas consecutivas, alcanzó el número 28 el 30 de noviembre. «Fire, Baby I'm on Fire» salió de la lista el 21 de diciembre en la posición número 71; en total, pasó nueve semanas consecutivas entre los rankings de la lista.

## Lista de canciones
Todas las canciones escritas y compuestas por Andy Kim.
1. «Fire, Baby I'm on Fire» – 3:25
2. «Here Comes the Mornin'» – 3:12

## Posicionamiento

### Gráfica semanal
| Gráfica (1974–75)                         | Pico de posición |
| ----------------------------------------- | ---------------- |
| Canadá (RPM Top Singles)                  | 15               |
| Canadá (RPM Pop Music Playlist)           | 1                |
| Estados Unidos (Billboard Hot 100)        | 28               |
| Estados Unidos (Cash Box Top 100 Singles) | 32               |

### Gráfica de fin de año
| Gráfica (1974)           | Pico de posición |
| ------------------------ | ---------------- |
| Canadá (RPM Top Singles) | 149              |